# Molenhoek (Guéldria)
Molenhoek (51° 52′ N, 5° 37′ L) é uma vila dos Países Baixos, na província de Guéldria. Molenhoek (Guéldria) pertence ao município de Druten, e está situada a 10 km, a noroeste de Wijchen.
A área de Molenhoek, que também inclui as partes periféricas da cidade, bem como a zona rural circundante, tem uma população estimada em 140 habitantes.